# Think Tank
За другото значение на Think Tank виж Тинк-танк.
Think Tank е албум на бритпоп групата Блър от 2003 година.

## Списък на песните
1. Ambulance – 5:09
2. Out of Time – 3:52
3. Crazy Beat – 3:15
4. Good Song – 3:09
5. On the Way to the Club (Олбърн, Джеймс, Раунтрий, Джеймс Дринг) – 3:48
6. Brothers and Sisters – 3:47
7. Caravan – 4:36
8. We've Got a File on You – 1:03
9. Moroccan Peoples Revolutionary Bowls Club – 3:03
10. Sweet Song – 4:01
11. Jets (Олбърн, Джеймс, Раунтрий, Майк Смит) – 6:25
12. Gene by Gene – 3:49
13. Battery in Your Leg (Олбърн, Коксън, Джеймс, Раунтрий) – 3:20